# Швеція на літніх Олімпійських іграх 1936
Швеція брала участь у Літніх Олімпійських іграх 1936 року у Берліні (Німеччина), і завоювала 20 медалей, з яких 6 золоті, 5 срібні і 9 бронзових. Збірну країни представляв 171 спортсмен (163 чоловіків, 8 жінок).

## Медалісти
| Медаль | Спортсмен                                                                                 | Вид спорту                       | Дисципліна                                    |
| ------ | ----------------------------------------------------------------------------------------- | -------------------------------- | --------------------------------------------- |
| Золото | Ерік Бладстрем Свен Юганссон                                                              | Веслування на байдарках та каное | Чоловіки, байдарки-двійки розбірні, 10.000 м  |
| Золото | Торстен Ульман                                                                            | Стрільба                         | Чоловіки, пістолет, 50 м                      |
| Золото | Рудольф Сведберг                                                                          | Боротьба                         | Чоловіки, греко-римська боротьба, до 72 кг    |
| Золото | Івар Юганссон                                                                             | боротьба                         | Чоловіки, греко-римська боротьба, до 79 кг    |
| Золото | Аксель Кадіер                                                                             | Боротьба                         | Чоловіки, греко-римська боротьба, до 87 кг    |
| Золото | Кнут Фріделль                                                                             | боротьба                         | Чоловіки, вільна боротьба, до 87 кг           |
| Срібло | Ганс Дракенберг Ганс Гранфельт Густаф Дюрссен Густав Альмгрен Біргер Седерін Свен Тофельт | Фехтування                       | Чоловіки, шпага, командна першість            |
| Срібло | Егон Свенссон                                                                             | боротьба                         | Чоловіки, греко-римська боротьба, до 56 кг    |
| Срібло | Юн Нюман                                                                                  | Боротьба                         | Чоловіки, греко-римська боротьба, понад 87 кг |
| Срібло | Туре Андерссон                                                                            | боротьба                         | Чоловіки, вільна боротьба, до 72 кг           |
| Срібло | Арвід Лаурін Уно Валлентін                                                                | Вітрильний спорт                 | Клас «Зоряний»                                |
| Бронза | Генрі Юнссон                                                                              | Легка атлетика                   | Чоловіки, 5000 м                              |
| Бронза | Фред Варнгорд                                                                             | Легка атлетика                   | Чоловіки, метання молота                      |
| Бронза | Ерік Огрен                                                                                | Бокс                             | Чоловіки, до 61,2 кг                          |
| Бронза | Таге Фальборг Гельге Ларссон                                                              | Веслування на байдарках та каное | Чоловіки, байдарки-двійки, 10.000 м           |
| Бронза | Грегор Адлеркройц Свен Колліандер Фольке Сандстрем                                        | Кінний спорт                     | Виїждження, командна першість                 |
| Бронза | Торстен Ульман                                                                            | Стрільба                         | Чоловіки, швидкісний пістолет, 50 м           |
| Бронза | Ейнар Карлссон                                                                            | Боротьба                         | Чоловіки, греко-римська боротьба, до 61 кг    |
| Бронза | Єста Френдфорс                                                                            | боротьба                         | Чоловіки, вільна боротьба, до 61 кг           |
| Бронза | Свен Сален Леннарт Екдаль Мартін Гіндорфф Торстен Лорд Дагмар Сален                       | Вітрильний спорт                 | Клас «6 метрів»                               |